# Dejan Nemec
Dejan Nemec (Murska Sobota, 1º marzo 1977) è un ex calciatore sloveno, di ruolo portiere.

## Statistiche

### Cronologia presenze e reti in nazionale
| Cronologia completa delle presenze e delle reti in nazionale ― Slovenia | Cronologia completa delle presenze e delle reti in nazionale ― Slovenia | Cronologia completa delle presenze e delle reti in nazionale ― Slovenia | Cronologia completa delle presenze e delle reti in nazionale ― Slovenia | Cronologia completa delle presenze e delle reti in nazionale ― Slovenia | Cronologia completa delle presenze e delle reti in nazionale ― Slovenia | Cronologia completa delle presenze e delle reti in nazionale ― Slovenia | Cronologia completa delle presenze e delle reti in nazionale ― Slovenia |
| Data                                                                    | Città                                                                   | In casa                                                                 | Risultato                                                               | Ospiti                                                                  | Competizione                                                            | Reti                                                                    | Note                                                                    |
| ----------------------------------------------------------------------- | ----------------------------------------------------------------------- | ----------------------------------------------------------------------- | ----------------------------------------------------------------------- | ----------------------------------------------------------------------- | ----------------------------------------------------------------------- | ----------------------------------------------------------------------- | ----------------------------------------------------------------------- |
| 12-2-2002                                                               | Hong Kong                                                               | Slovenia                                                                | 1 – 5                                                                   | Honduras                                                                | Amichevole                                                              | -4                                                                      | 45’                                                                     |
| Totale                                                                  |                                                                         | Presenze                                                                | 1                                                                       |                                                                         | Reti                                                                    | -4                                                                      |                                                                         |

## Palmarès

### Club
- Coppa del Belgio: 1

Club Bruges: 2001-2002
- Supercoppa del Belgio: 1

Club Bruges: 2003
- Campionato sloveno: 2

Domžale: 2006-2007, 2007-2008
- Supercoppa di Slovenia: 1

Domžale: 2007